# Tender Mercies
 Tender Mercies és una pel·lícula estatunidenca dirigida per Bruce Beresford, estrenada el 1983.

## Argument
Mac Sledge és un cantant de música country alcohòlic divorciat, amb una filla que no veu des de fa anys. Després de passar dues nits bevent en un petit motel no pot pagar la propietària, Rosa Lee, una vídua del Vietnam, i s'ofereix a pagar treballant per a ella. A continuació, s'enamoren i es casen i Mac n'està molt del fill de Rosa Lee, Sonny, i el tracta com si fos el seu fill i gràcies a una banda jove de country li tornen a Mac les ganes de cantar ...

## Repartiment
- Robert Duvall: Mac Sledge
- Tess Harper: Rosa Lee
- Betty Buckley: Dixie
- Wilford Brimley: Harry
- Ellen Barkin: Sue Anne
- Allan Hubbard: Sonny
- Lenny von Dohlen: Robert
- Paul Gleason: Periodista
- Michael Crabtree: Lewis Menefee

## Premis i nominacions

### Premis
- 1984. Oscar al millor actor per Robert Duvall
- 1984. Oscar al millor guió original per Horton Foote
- 1984. Globus d'Or al millor actor dramàtic per Robert Duvall

### Nominacions
- 1983. Palma d'Or
- 1984. Oscar a la millor pel·lícula
- 1984. Oscar al millor director per Bruce Beresford
- 1984. Oscar a la millor cançó original per Austin Roberts i Bobby Hart amb la cançó "Over You"
- 1984. Globus d'Or a la millor pel·lícula dramàtica
- 1984. Globus d'Or a la millor actriu secundària per Tess Harper
- 1984. Globus d'Or a la millor cançó original per Austin Roberts i Bobby Hart amb la cançó "Over You"